# خضر بيك شيخ حسين
خضر بيك شيخ حسين وهي قرية تقع في ناحية ليلان (قرة حسن) في محافظة كركوك شمال العراق.